# Rekryt
En rekryt är en soldat i början av sin grundutbildning.

## Sverige
Den som genomförde grundläggande militär utbildning enligt Förordning (2010:590) om grundläggande och kompletterande militär utbildning inom Försvarsmakten benämndes rekryt.